# Gotō Shinpei
Gotō Shinpei (后 藤 新 平?), (24 de juliol 1857–13 d'abril de 1929) o comte Gotō Shinpei, fou un estadista del Japó. Fou el cap d'assumptes civils durant l'ocupació japonesa de Taiwan, el primer director del ferrocarril del sud de Manxúria, el setè alcalde de Tòquio, el primer cap escolta del Japó, primer director de la NHK, el tercer degà de la Universitat de Takushoku, i el ministre de l'Interior i ministre de Relacions Exteriors del Japó.